# 奧諾雷四世
奧諾雷四世（德語：Honoré IV，1758年5月17日—1819年2月16日），摩納哥親王，1814年至1819年在位。

## 家庭
1777年，奧諾雷與路易絲·歐蒙結婚，兩人共有兩個兒子：
1. 奧諾雷（1778年—1841年）
2. 佛洛雷斯坦（1785年—1856年）